# Municipio de Palmyra (Dakota del Sur)
El municipio de Palmyra (en inglés: Palmyra Township) es un municipio ubicado en el condado de Brown en el estado estadounidense de Dakota del Sur. En el año 2010 tenía una población de 34 habitantes y una densidad poblacional de 0,37 personas por km².

## Geografía
El municipio de Palmyra se encuentra ubicado en las coordenadas 45°53′37″N 98°39′54″O / 45.89361, -98.66500. Según la Oficina del Censo de los Estados Unidos, el municipio tiene una superficie total de 92.53 km², de la cual 88,51 km² corresponden a tierra firme y (4,34 %) 4,02 km² es agua.

## Demografía
Según el censo de 2010, había 34 personas residiendo en el municipio de Palmyra. La densidad de población era de 0,37 hab./km². De los 34 habitantes, el municipio de Palmyra estaba compuesto por el 100 % blancos. Del total de la población el 2,94 % eran hispanos o latinos de cualquier raza.